# Timok
Il Timok (in bulgaro Тимок?, in romeno Timoc, in latino Timacus), detto anche Veliki Timok, è un fiume che scorre in direzione sud-nord, affluente di destra del Danubio. Il Timok si trova in Serbia fino al suo sbocco nel Danubio e marca per una lunghezza di oltre 15 km il confine fra Serbia e Bulgaria.
Il suo sbocco nel Danubio forma un triangolo fra i tre stati di Serbia, Bulgaria e Romania e rappresenta il punto più settentrionale della Bulgaria.

## Geografia

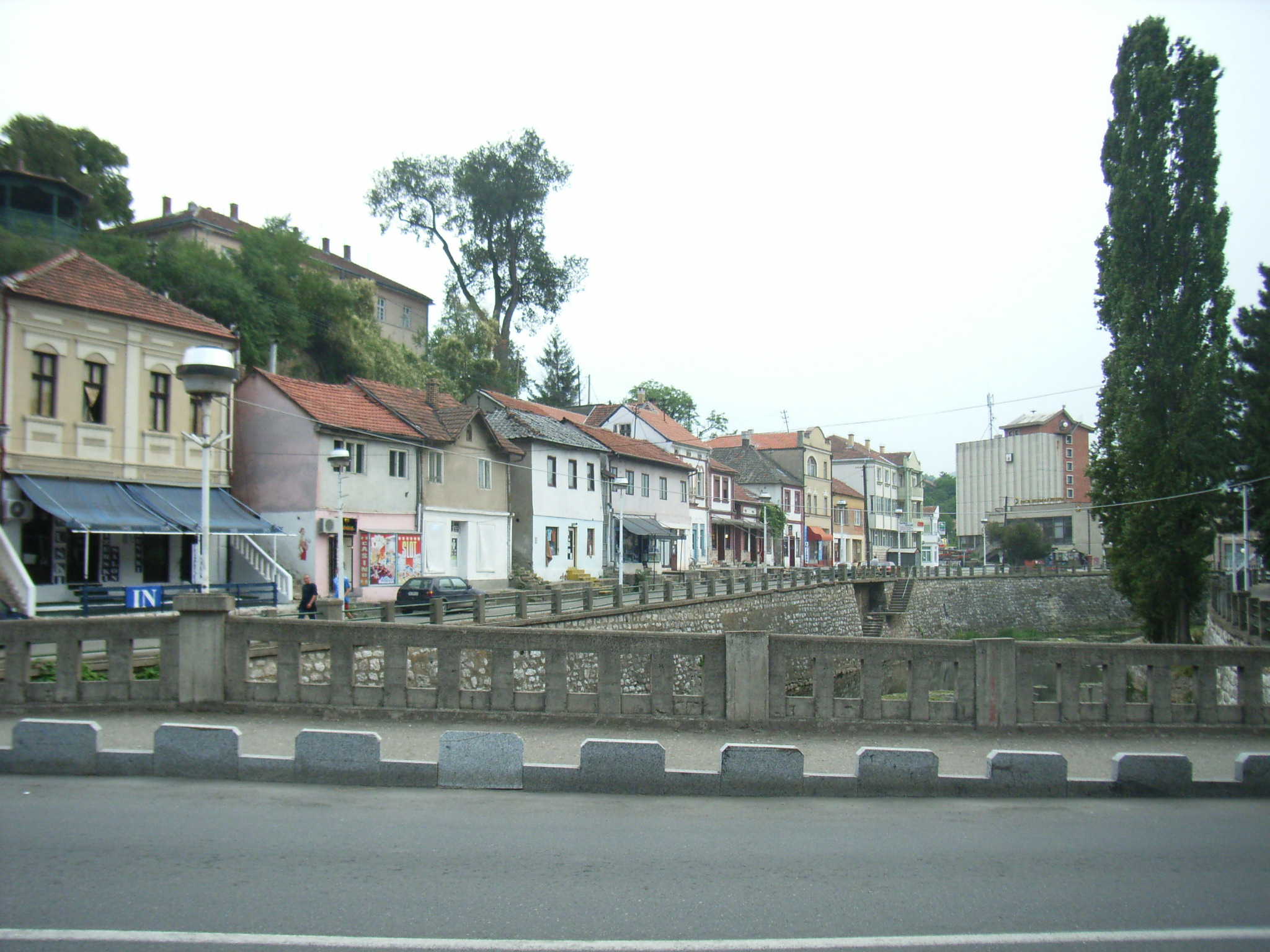
Il Beli Timok a Knjaževac

Il Timok è formato dalla confluenza di più affluenti che portano tutti il nome Timok. Esso inizia con l'affluente orientale  Trgoviški Timok, che nasce dai contrafforti occidentali dei Monti Balcani da due sorgenti che sgorgano dalla punta del Midschur.
La parte finale della confluenza è anche chiamata Veliki Timok (il grande Timok).
Presso Knjaževac il Trgoviški Timok si unisce con l'affluente di sinistra Svrljiški Timok nel Beli Timok (Timok bianco) e scorre nuovamente verso nord.
Nella città di Zaječar riceve da sinistra le acque del Crni Timok (Timok nero) per formare così il Timok vero e proprio o Veliki Timok (grosso Timok).
Pochi chilometri a nord di Zaječar vi confluisce da Bor il Boreka.
L'intera lunghezza del fiume ammonta, compresi affluenti, a circa 200 km, il suo bacino riguarda una superficie di circa 4.630 km². Nel corso inferiore la sua portata media è di circa 31 m³/s.
Nella parte bassa del corso del Timok vi sono importanti giacimenti di lignite. Il suo corso è in gran parte navigabile.

### Onorificenze
Il Timok dà il nome alla regione Timočka Krajina, che include anche il suo bacino; inoltre, gli è intitolata anche la baia di Timok, sulla Rugged Island, nelle isole Shetland Meridionali (Antartide)